# Beylerbeyi
Beylerbeyi is een wijk in het district Üsküdar, in de Turkse stad Istanbul. Beylerbeyi was een vissersdorpje aan de Aziatische kant van de Bosporus, gelegen tussen de andere voormalige dorpjes Kuzguncuk en Çengelköy, direct ten noorden van de oostelijke voet van de eerste Bosporusbrug. Tegenwoordig is het een wijk binnen het grote Aziatische district Üsküdar. Op de kade bij het kleine haventje van Beylerbeyi zijn enkele restaurantjes, en bij goed weer is het een populaire locatie om te vissen. De belangrijkste bezienswaardigheid in de wijk is het Beylerbeyi-paleis, dat werd ontworpen in de jaren 60 van de 19e eeuw als zomerverblijf van de sultans door Sarkis Balyan, een Armeens-Ottomaanse architect. Tegenwoordig is het paleis een museum.
Langs de oever van de Bosporus, tussen de wijken Beylerbeyi en Cengelkoy, en op de achterliggende hellingen, liggen de duurste huizen van Turkije. Hier wonen onder andere leden van de miljardairsfamilie Sabancı, die er onder andere een prestigieuze middelbare school hebben opgericht. 

## Bezienswaardigheden
Naast het paleis en de kleine haven zijn er ook enkele culturele bezienswaardigheden zoals de Akbank Beylerbeyi Art Gallery en de Urart Art Center. Ook zijn er twee Ottomaanse moskeeën te bezichtigen; de Abdullah Aghamoskee uit 1581 en de Hamid-i Evvel-moskee uit 1778. De Beylerbeyi Hamam is gebouwd in 1778

## Galerij

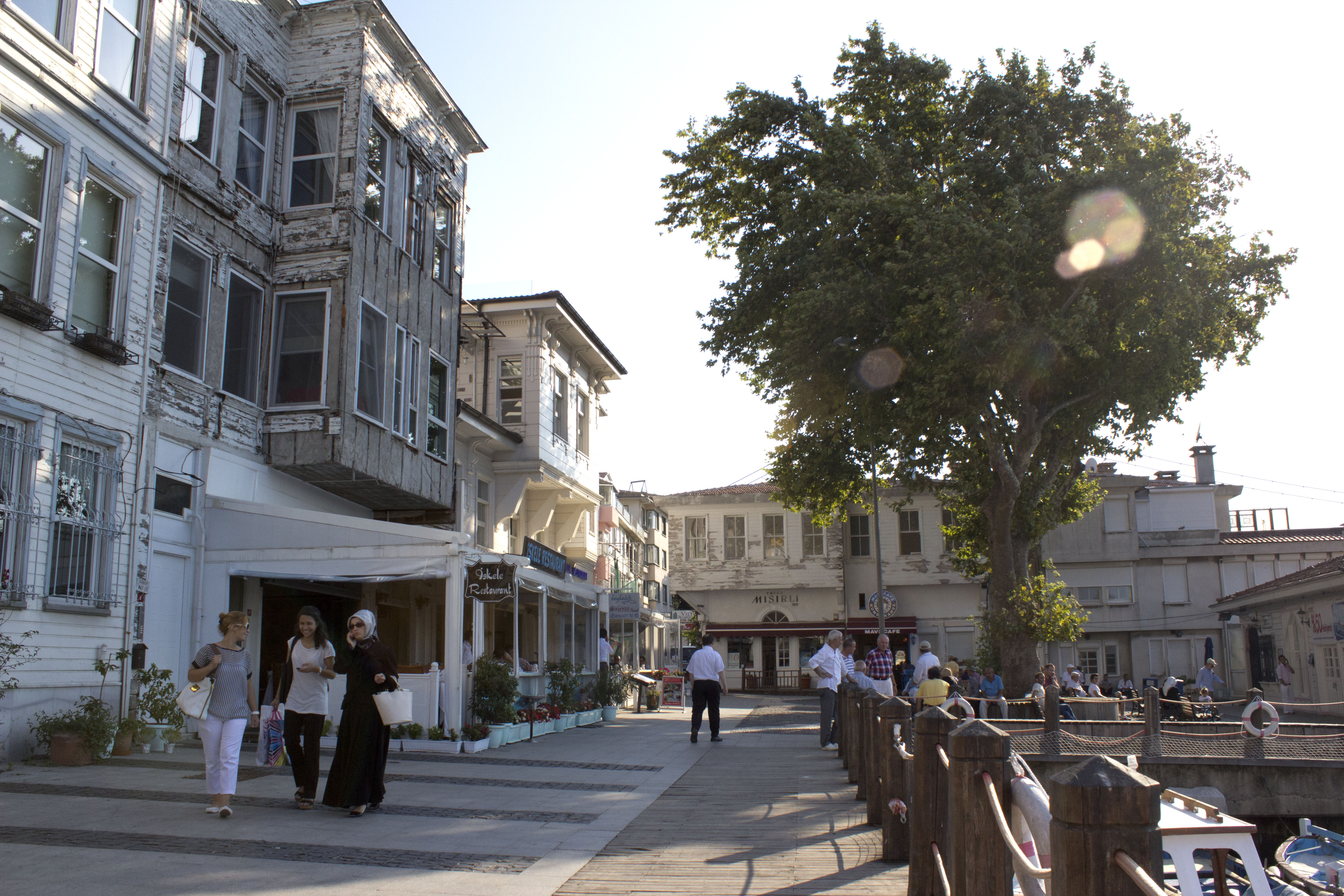
De zuidkant van de kade van Beylerbeyi
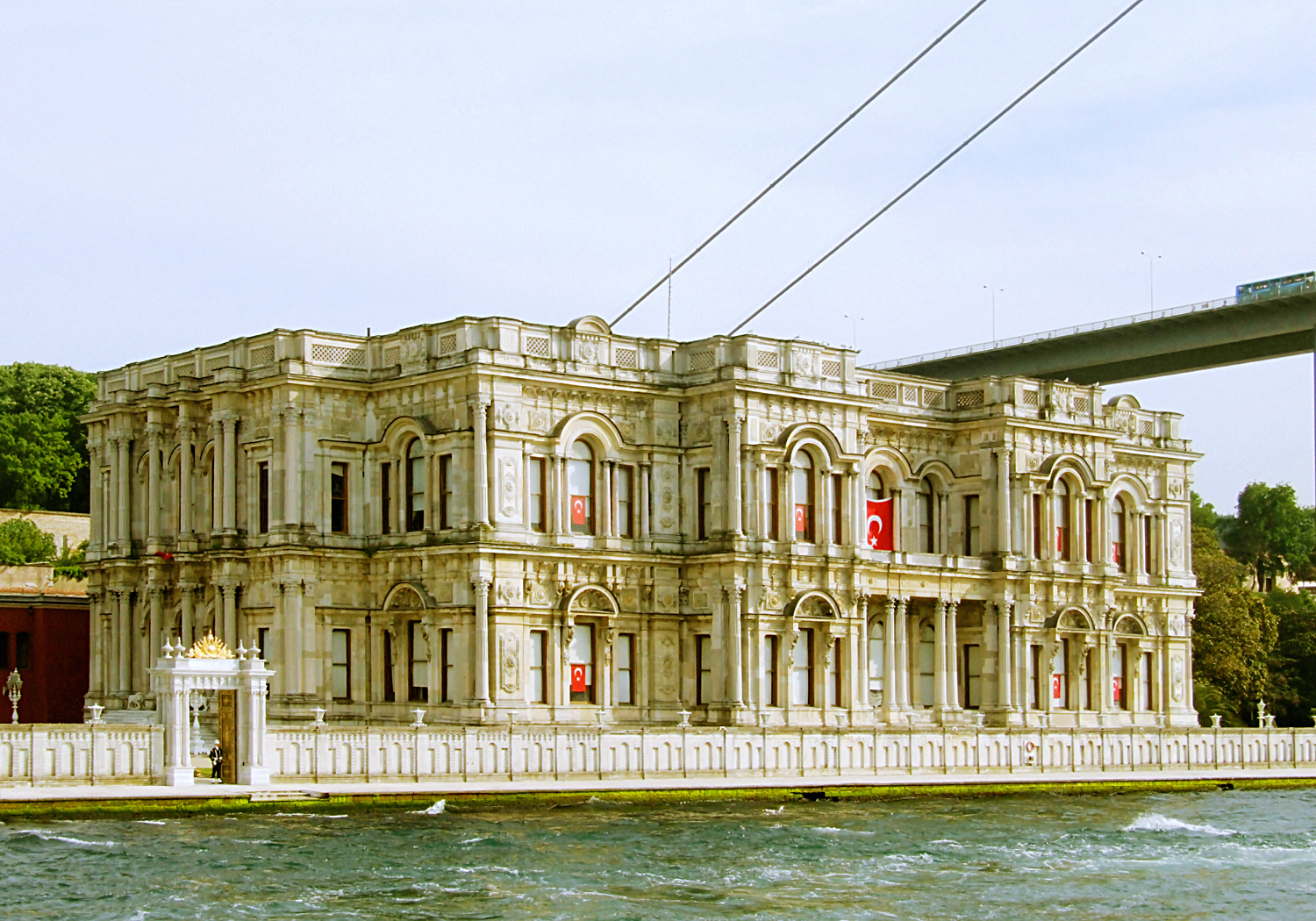
Het Beylerbeyi-paleis
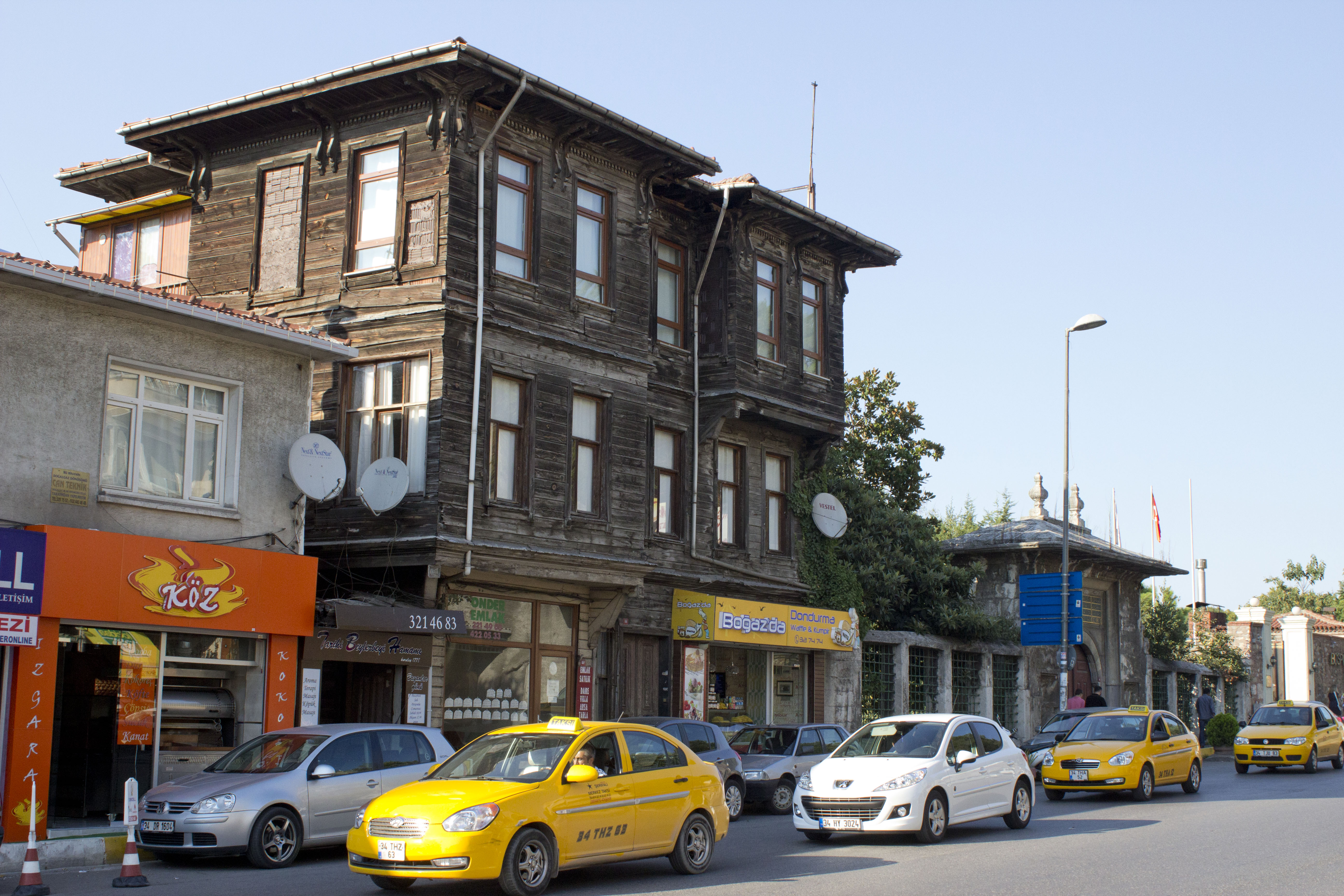
Een oud huis aan de hoofdstraat van Beylerbeyi
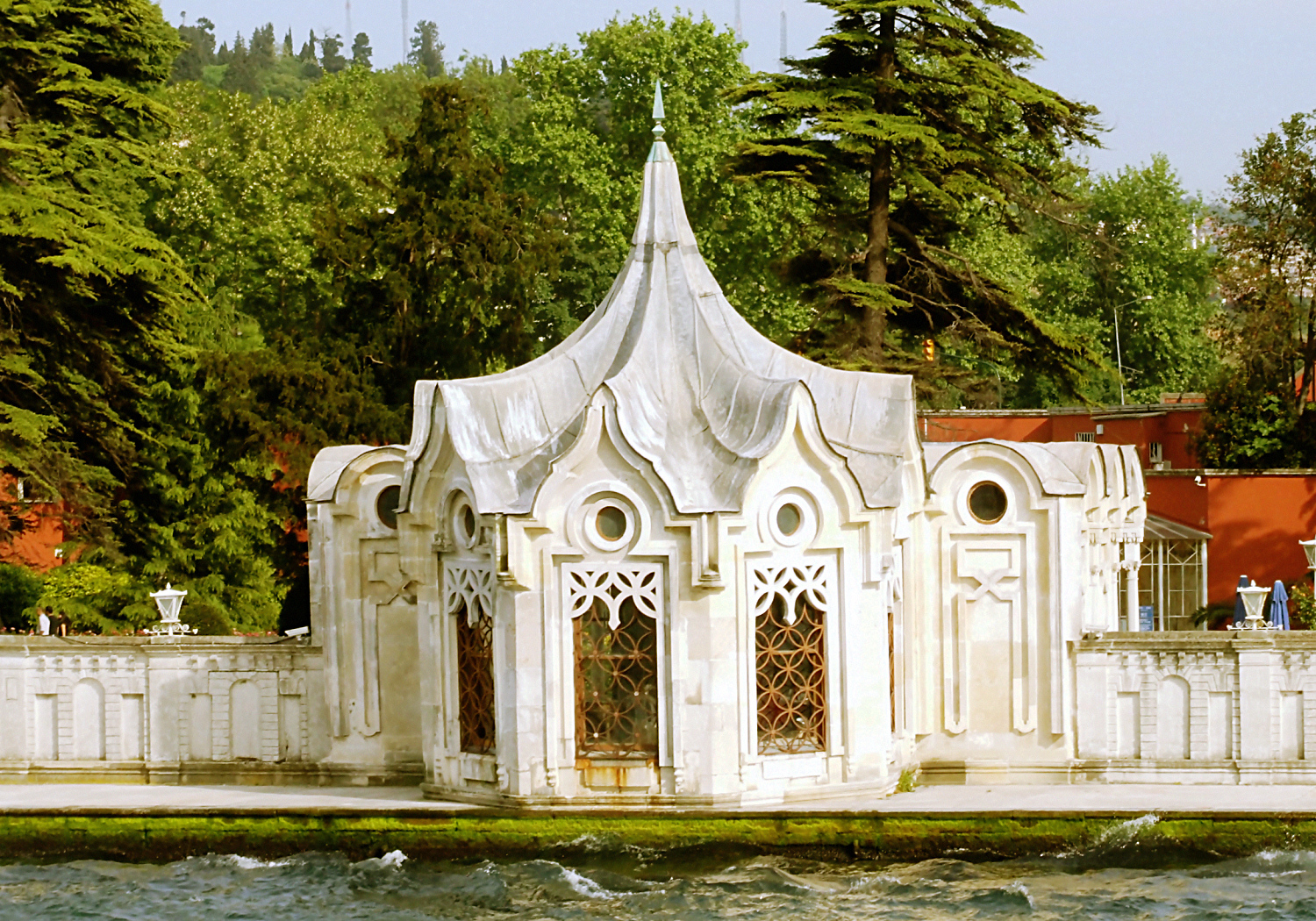
Een kiosk in de tuin van het paleis
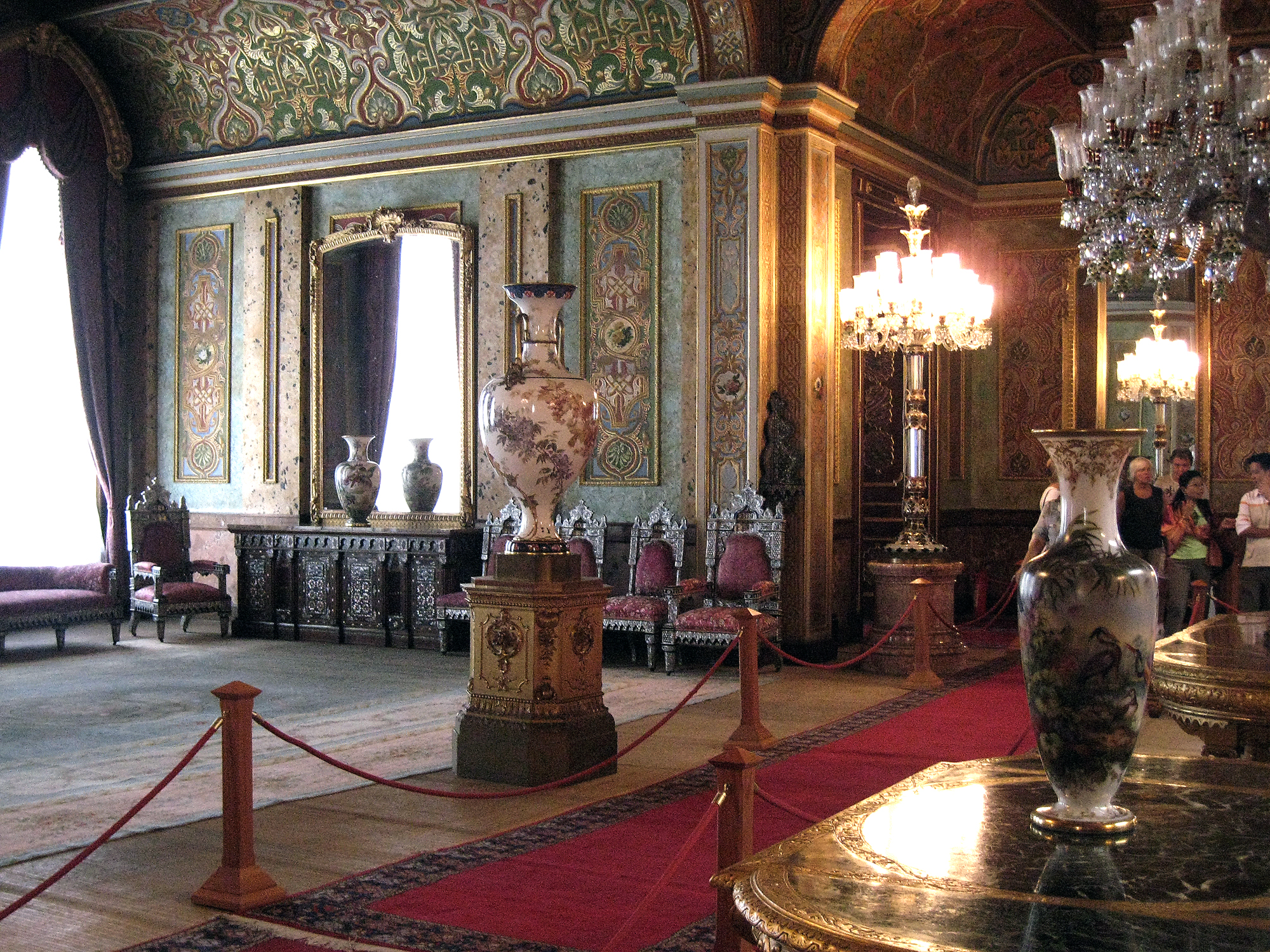
Het interieur van het Beylerbeyi-paleis
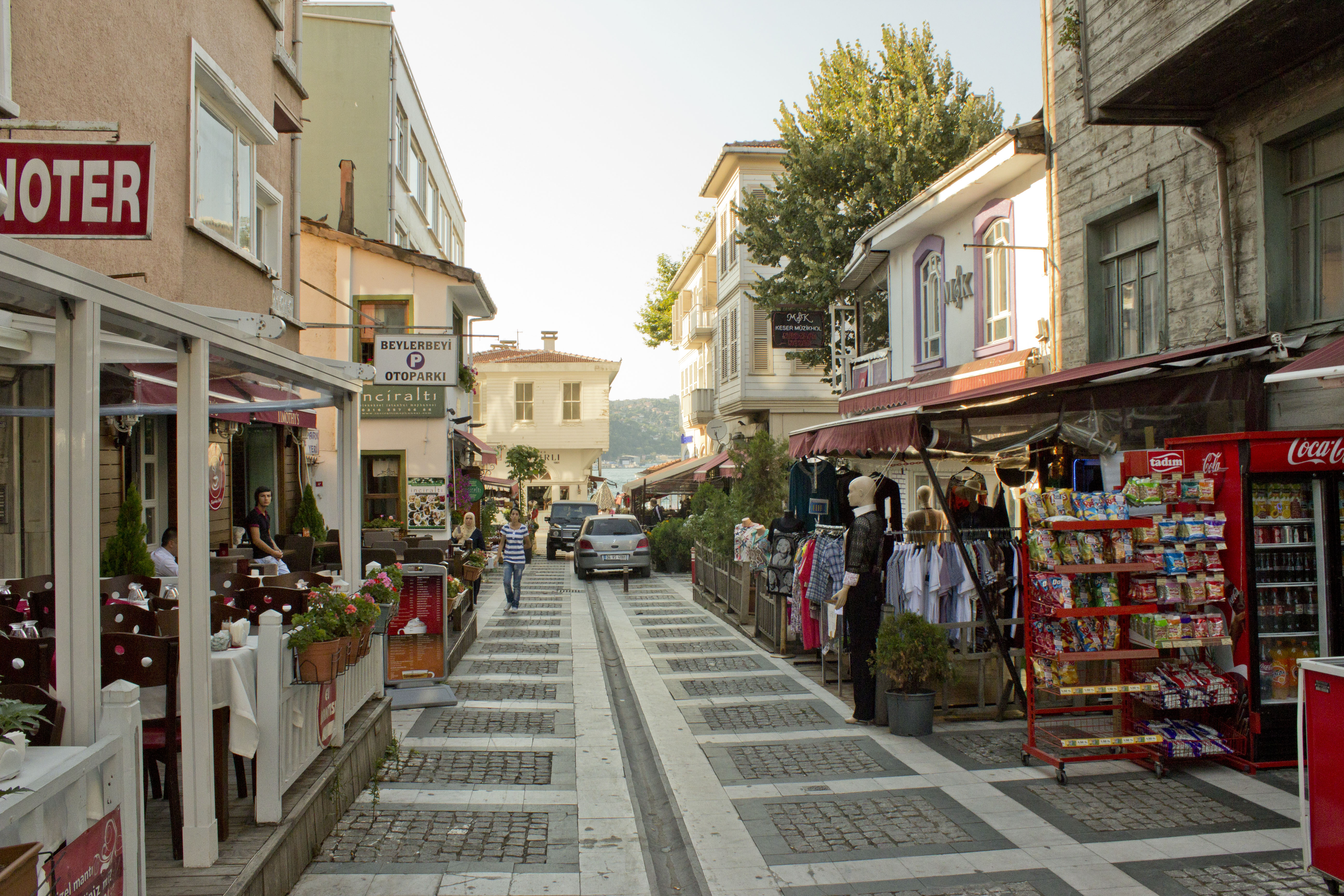
Een straat in Beylerbeyi
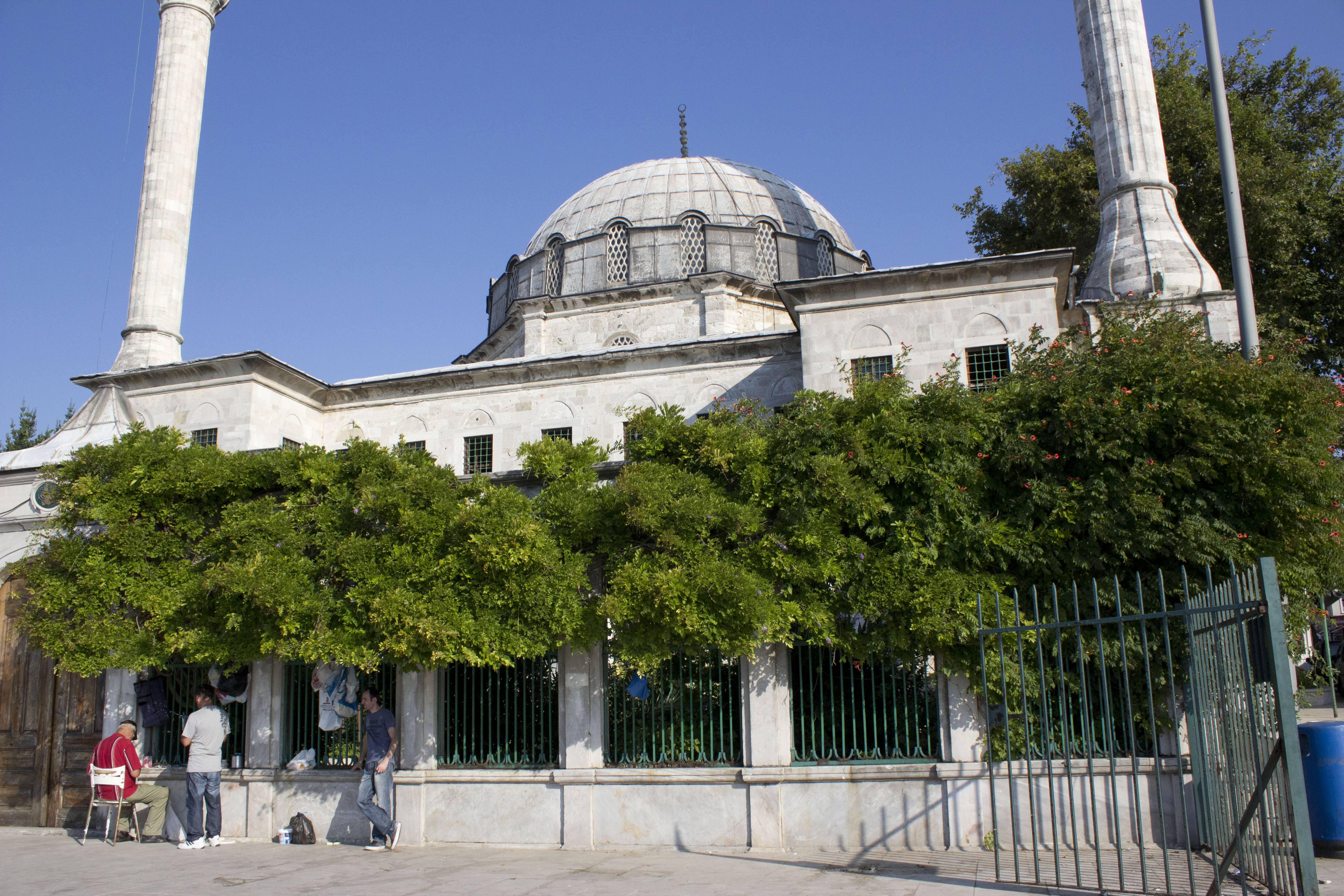
De Beylerbeyimoskee